# Gynoxys capituliparva
Gynoxys capituliparva là một loài thực vật có hoa trong họ Cúc. Loài này được Cuatrec mô tả khoa học lần đầu tiên vào năm 1951.